# Arade / Odelouca
Arade / Odelouca este o arie protejată (sit de importanță comunitară — SCI) din Portugalia întinsă pe o suprafață de 2.106,8 ha, integral pe uscat.

## Localizare
Centrul sitului Arade / Odelouca este situat la coordonatele 37°11′02″N 8°27′00″W / 37.184°N 8.45°V.

## Înființare
Situl Arade / Odelouca a fost declarat sit de importanță comunitară în octombrie 1998 pentru a proteja 10 specii de animale.

## Biodiversitate
Situată în ecoregiunea mediteraneană, aria protejată conține 10 habitate naturale: Lacuri eutrofice naturale cu vegetație de tip Magnopotamion sau Hydrocharition, Cursuri de apă de la nivel de câmpie la nivel montan, cu vegetație Ranunculion fluitantis și Callitricho-Batrachion, Râuri mediteraneene cu debit permanent cu specii de Paspalo-Agrostidion și galerii riverane de Salix și de Populus alba, Râuri mediteraneene cu debit intermitent, cu specii de Paspalo-Agrostidion, Pajiști uscate europene, Dehesas cu Quercus spp. perene, Pante stâncoase silicioase cu vegetație casmofită, Peșteri inaccesibile publicului, Galerii de Salix alba și de Populus alba, Galerii și tufărișuri riverane sudice (Nerio-Tamaricetea și Securinegion tinctoriae).
La baza desemnării sitului se află mai multe specii protejate:
- amfibieni (1): Discoglossus galganoi
- mamifere (5): vidră de râu (Lutra lutra), liliac cu aripi lungi (Miniopterus schreibersii), liliac cu urechi de șoarece (Myotis blythii), liliacul mic cu potcoavă (Rhinolophus hipposideros), liliacul cu potcoavă a lui méhely (Rhinolophus mehelyi)
- nevertebrate (1): fluturele auriu (Euphydryas aurinia)
- pești (2): Cobitis paludica, Iberochondrostoma almacai
- reptile (1): Mauremys leprosa

Pe lângă speciile protejate, pe teritoriul sitului au mai fost identificate 1 specie de plante, 3 specii de mamifere, 2 specii de pești, 1 specie de reptile.